# Acatic (kommun)
Acatic är en kommun i Mexiko.   Den ligger i delstaten Jalisco, i den centrala delen av landet, 400 km väster om huvudstaden Mexico City. Antalet invånare är 18 551. Arean är 362 kvadratkilometer.
Terrängen i Acatic är kuperad västerut, men österut är den platt.